# 古丽斯坦
古丽斯坦（拉丁维文：‎），中国新疆阿克苏人，漢維混血兒，著名女画家。

## 生平
1994年在中央民族大学美术系获得学士学位后，又赴澳大利亚弗林德斯大学攻读硕士学位。现任教于首都师范大学。
古丽斯坦的绘画风格素雅而深远，作品的光线、明暗、色彩、线条、形象、构图给人诗一样的处境。